# Nie zabijaj
Nie zabijaj – festiwal muzyki reggae odbywający się od 2002 roku. Pierwsze cztery edycje miały miejsce w Oleśnie (woj. opolskie), w 2006 roku przeniesiony został do Jastrzygowic, oddalonych o około 10 kilometrów od poprzedniej lokalizacji. Festiwal był, obok odbywającego się w sierpniu Ostróda Reggae Festival, jednym z większych festiwali reggae w Polsce. Trwał jeden dzień i jedną noc, podczas których prezentowały się znane kapele oraz zespoły z krótszym stażem, a także soundsystemy.
Festiwal posiadał m.in. wsparcie ogólnopolskiego projektu Kampania Przeciwko Rasizmowi oraz "stempel jakości" przyznawany przez Polskie Radio Bis.
Każda edycja festiwalu opatrzona była hasłem przewodnim.

## Geneza nazwy
Festiwal został wymyślony przez Tomasza Słodkiego, który siedząc z grupą przyjaciół na oleskiej promenadzie, na widok kobiety w futrze z głową lisa wykrzyknął: "Nie zabijaj!". Początkowy pomysł z ulotkami szybko przerodził się w koncert, a koncert w festiwal.

## Edycja I
- 15 II 2002 – Miejski Dom Kultury w Oleśnie.
- Dedykowana pamięci ofiar zamachów terrorystycznych 2001 roku. Koncert również dekoracją nawiązywał do zamachu z 11 września 2001. Na scenie zostały ustawione 2 wieże oraz przekreślony samolot. Po raz pierwszy do MDK w Oleśnie przybyło więcej niż 300 osób na alternatywny koncert. Pierwsza edycja zgromadziła blisko 500-600 osobową widownię.
- Zagrali m.in.: Paprika Korps, Transformacja.

## Edycja II
- 2 V 2003
- Pod hasłem sprzeciwu wobec zabijania ludzi i zwierząt.
- Zagrali m.in.: 740 Milionów Oddechów, Cała Góra Barwinków, Złodzieje Głów

## Edycja III
- 2 – 3 V 2004
- Pod hasłem sprzeciwu dla maltretowania zwierząt.
- Zagrali m.in.: Akurat, THC-X, Nerwica Natręctw, Ganja Ninja, Grin Piss

## Edycja IV
- 16-17 VIII 2005
- Pod hasłem: "Nie zabijaj tolerancji, nie zabijaj zwierząt, nie zabijaj ludzi nie zabijaj uczuć w sobie, żyj w zgodzie z całym światem, naturą i z innymi ludźmi. I słuchaj muzyki..."
- Zagrali m.in.: Vavamuffin, Bakshish, Etna, Negril, Farben Lehre

## Edycja V
- 15-16 VII 2006
- Pod hasłem: "Nie zabijaj tolerancji"
- Zagrali m.in.: Habakuk, Etna, Dubska, Ganja Ninja, Majestic, Soul Jah, Orkiestra Na Zdrowie, Daab, Bongo Bliss, Koniec Świata, Hurt

## Dyskografia
Do tej pory wydane zostały dwie płyty z muzyką festiwalu (tzw. "niezabijajowe płyty"):
- "Skokami ku wolności. Reggae z IV festiwalu Nie Zabijaj" 2005
- "Skokami ku wolności 2. Muzyka z V festiwalu Nie Zabijaj" 2006

## Cykl koncertów "Nowy Bolek"
- W 2005 roku odbył się cykl koncertów promujących IV edycję festiwalu. Zagrały zespoły z Polski i zagranicy. Wszystko to działo się w warszawskim klubie BOLEK. Odbyło się razem 5 koncertów.

## Koncert charytatywny
- Kolejnym przedsięwzięciem Tomasza Słodkiego był koncert charytatywny w MDK OLESNO. Odbył się on 11 marca 2006 roku. Dochód 2222 zł został przeznaczony dla rodziny Marka i Ewy Knosalów z Polskiej Nowej Wsi, których rodzice zginęli w tragedii chorzowskiej. Organizatorami byli: Festiwal Nie zabijaj we współpracy z MDK OLESNO i PCK Opole.

## Słodkie reggae
- Od początku festiwal Nie zabijaj miał swoje miejsce w radiu. W 2003 i 2004 Tomasz Słodki prowadził na antenie Polskiego Radia Opole cykl audycji Słodkie reggae z licznym udziałem zaproszonych gości – artystów, muzyków, publicystów. Były to audycje słowno-muzyczne, prowadzone od godziny 1 do 4 nad ranem. W 2004 roku festiwal zagościł na antenie Polskiego Radia Bis – początkowo w formie krótkich relacji. W 2005 roku wyemitowano 6-godzinną audycję Słodkiego, Reggae – Mocne Nocne, podsumowującą IV edycję imprezy. W programie znalazły się relacje z festiwalu, dyskusja i fragmenty koncertów. W 2006 roku na antenie Polskiego Radia Bis pojawił się Plebiscyt Srebrnego Kurka. W jego ramach, codziennie od marca do czerwca pojawiały się czterominutowe prezentacje wszystkich zespołów grających na V edycji. Finałem były dwie audycje koncertowo – w których słuchacze mogli posłuchać muzyki festiwalowej.

Słodkie reggae nadawane było także w Programie III Polskiego Radia, jako autorska audycja Tomasza Słodkiego, prezentująca polską i zagraniczną muzykę reggae. Decyzją dyrektora muzycznego, Grzegorza Hoffmana, zdjęto ją z anteny argumentując, że Słodki puszcza za mało zagranicznej muzyki.
Program także pod nazwą Skokami ku wolności emitowany był co tydzień na antenie ogólnopolskiej telewizji – Patio TV. Program trwał godzinę i dokumentował historię polskiej muzyki reggae. Emitowała go także TVP Opole pod nazwą GŁOŚNIK.
Obecnie radiową wersję można usłyszeć w kilku lokalnych stacjach radiowych:
- krakowskie Radio Alfa – poniedziałek – 19:00
- Radio Nakło – wtorek – godz. 20:00
- internetowe Radio Szkocja – wtorek – godz. 21:00
- Katolickie Radio Ciechanów – środa – godz. 21:00
- Radio Ziemi Wieluńskiej – czwartek – godz. 22:00
- Katolickie Radio Zamość – piątek – godz. 20:00
- Katolickie Radio Płock – sobota – godz. 20:00
- Radio Opatów – niedziela – godz. 20:00